# Franz Drinkwelder
Franz Drinkwelder (* 1. November 1796 in Gaschurn; † 14. Mai 1880 in Krems an der Donau) war Mediziner und Abgeordneter in der Frankfurter Nationalversammlung.

## Leben
Der aus einer Bauernfamilie stammende Drinkwelder studierte von 1816 bis 1824 Philosophie und Medizin an der Universität Innsbruck und der Universität Wien, wo er 1824 zum Dr. med. promoviert wurde. Anschließend arbeitete er als Chirurg und Geburtshelfer in Wien, bevor er 1827 als Stiftsarzt nach Melk wechselte. 1829 wurde er Kreisarzt in Ried im Innkreis und war ab 1830 in Krems ansässig, wo er von 1863 bis zu seiner Pensionierung 1871 auch Gerichtsarzt war.
1856 gründete Drinkwelder eine Kinderbewahranstalt in Krems.
Vom 18. Mai bis zum 19. Oktober 1848 vertrat er den Wahlkreis Krems in der Frankfurter Nationalversammlung, wo er der Casino-Fraktion angehörte. Von 1850 bis 1871 gehörte er dem Gemeindeausschuss in Krems an.